# Stereosaurus
"Stereosaurus"  (“lagarto sólido”) es el nombre informal dado a un género de un  arcosaurio plesiosáurido con tres especies: "Stereosaurus platyomus", "S. cratynotus" y "S. stenomus", todos dados por el paleontólogo  inglés Harry Seeley, que lo consideró un plesiosauriano en 1869.